# Scott Field
Scott Field (* 26. Januar 1847 in Canton, Madison County, Mississippi; † 20. Dezember 1931 in Calvert, Texas) war ein US-amerikanischer Politiker. Zwischen 1903 und 1907 vertrat er den Bundesstaat Texas im US-Repräsentantenhaus.

## Werdegang
Scott Field besuchte die McKee School im Madison County. Später nahm er trotz seiner Jugend als Soldat im Heer der Konföderation am Bürgerkrieg teil. Nach dem Krieg studierte er bis 1868 an der University of Virginia in Charlottesville. Danach arbeitete er zwei Jahre lang als Lehrer. Nach einem anschließenden Jurastudium und seiner 1872 erfolgten Zulassung als Rechtsanwalt begann er in Calvert in diesem Beruf zu arbeiten. Von 1878 bis 1882 war er Staatsanwalt im dortigen Robertson County. Gleichzeitig schlug er als Mitglied der Demokratischen Partei eine politische Laufbahn ein. Zwischen 1887 und 1891 gehörte er dem Senat von Texas an. Im Jahr 1892 war Field Delegierter zur Democratic National Convention in Chicago, auf der der frühere Präsident Grover Cleveland als Präsidentschaftskandidat nominiert wurde.
Bei den Kongresswahlen des Jahres 1902 wurde Field im sechsten Wahlbezirk von Texas in das US-Repräsentantenhaus in Washington, D.C. gewählt, wo er am 4. März 1903 die Nachfolge von Dudley G. Wooten antrat. Nach einer Wiederwahl konnte er bis zum 3. März 1907 zwei Legislaturperioden im Kongress absolvieren. Im Jahr 1906 verzichtete er auf eine weitere Kandidatur. Nach dem Ende seiner Zeit im US-Repräsentantenhaus praktizierte Field zunächst wieder als Anwalt. Im Jahr 1913 gab er diesen Beruf auf, um intensiv in der Landwirtschaft zu arbeiten. Er starb am 20. Dezember 1931 in Calvert, wo er auch beigesetzt wurde.